# Mario Ilsanker
Mario Ilsanker (geboren 1984 in Salzburg) ist ein österreichischer Lichtdesigner.

## Berufliche Tätigkeit
Ilsanker ist seit 2003 als freiberuflicher Beleuchter und Programmierer für die Salzburger Festspiele, die Osterfestspiele Salzburg, die Oper Graz und das Richard Wagner Festival Wels tätig. Ab 2007 arbeitete er selbständig als Lichtdesigner für das Theater The Place in London (I’ll Just Go), für das Nederlands Dans Theater in Den Haag (Das Affentheater), die Oper Graz (Celebrating Sacre, Alcina, Tosca, Upper Room) und das Salzburger Landestheater (School’s Sister Act). Er studierte von 2010 bis 2012 Theatre Lighting Design and Practice bei Dave Horn an der University of the Arts London. Bereits davor  begleitete er als Lichttechniker zahlreiche Produktionen der Salzburger Festspiele, darunter Christian Stückls Jedermann-Inszenierung, Johann Kresniks Peer Gynt, Martin Kušejs König Ottokars Glück und Ende, Peter Steins Ödipus auf Kolonos und Dimiter Gotscheffs Handke-Inszenierung Immer noch Sturm. 2015 und 2016 gestaltete er für den Regisseur Henry Mason das Licht in zwei Shakespeare-Produktionen: Ein Sommernachtstraum und Die Komödie der Irrungen.